# Saint-Victor-sur-Ouche
Saint-Victor-sur-Ouche är en kommun i departementet Côte-d'Or i regionen Bourgogne-Franche-Comté i östra Frankrike. Kommunen ligger i kantonen Sombernon som tillhör arrondissementet Dijon. År 2022 hade Saint-Victor-sur-Ouche 307 invånare.

## Befolkningsutveckling
Antalet invånare i kommunen Saint-Victor-sur-Ouche
Referens:INSEE